# Union Sportive Créteil Handball
L'Union Sportive Créteil Handball è una squadra di pallamano maschile francese con sede a Créteil.

Il club è stato fondato nel 1964 ed attualmente milita in Division 1 del campionato francese.

Nella sua storia ha vinto 1 campionato francese, 2 Coppe di Francia e 1 Coppa di Lega.

Disputa le proprie gare interne presso il Palais des sports Robert-Oubron di Créteil il quale ha una capienza di 2.500 spettatori.

## Palmarès

### Trofei nazionali
- Campionato francese: 1
  - 1988-89
- Coppa di Francia: 2
  - 1988-89, 1996-97
- Coppa di Lega: 1
  - 2002-03